# Джиммі Алжеріно
Джиммі Алжеріно (фр. Jimmy Algerino, нар. 28 жовтня 1971, Тулуза) — французький футболіст, що грав на позиції захисника.

## Ігрова кар'єра
У вищому французькому дивізіоні дебютував 1991 року виступами за «Монако» під керівництвом Арсена Венгера, проте основним гравцем не став, взявши участь лише у 3 матчах чемпіонату. Через це з 1992 по 1996 рік грав у складі нижчолігових французьких клубів «Епіналь» та «Шатору».
Своєю грою за останню команду привернув увагу представників тренерського штабу клубу «Парі Сен-Жермен», до складу якого приєднався 1996 року. Відіграв за паризьку команду наступні п'ять сезонів своєї ігрової кар'єри. Більшість часу, проведеного у складі «Парі Сен-Жермен», був основним гравцем захисту команди, вигравши з командою національний Кубок та Суперкубок, а також кубок французької ліги. У сезоні 1999/00 Джиммі серйозно постраждав від травми коліна і пропустив кінець сезону. Він повернувся в основу до наступного, але прибуття нового тренера Луїса Фернандеса в січні 2001 року позбавило Алжеріно майбутнього в клубі.
Влітку 2001 року Джиммі відправився до італійської «Венеції» в Серію А. Проте там він мало грав, і зміна тренера Чезаре Пранделлі спричинила його повернення до Франції через 6 місяців. Він підписав контракт на 6 місяців з «Сошо», де і дограв сезон 2001/02, зігравши 11 ігор у Лізі 1. В подальшому грав за клуб Ліги 2 «Шатору», з яким став фіналістом Кубка Франції сезону 2003/04.
Завершив професійну ігрову кар'єру у клубі італійської Серії С2 «Леньяно», за який провів кілька матчів у 2005 році.

## Титули і досягнення
- Володар Кубка Франції (1):

«Парі Сен-Жермен»: 1997–98
- Володар Кубка французької ліги (1):

«Парі Сен-Жермен»: 1997–98
- Володар Суперкубка Франції (1):

«Парі Сен-Жермен»: 1998